# Scutellaria laevis
Scutellaria laevis är en kransblommig växtart som beskrevs av Lloyd Herbert Shinners. Scutellaria laevis ingår i Frossörtssläktet som ingår i familjen kransblommiga växter. Inga underarter finns listade i Catalogue of Life.